# ボリア人
ボリア人(bolian)は、アメリカのSFテレビドラマ『スタートレック』シリーズに登場する異星人。

## 地理
- ボリア人の母星はボラルス9号星(Bolarus IX)。

## 身体
- アンドリア人よりも明るい青い肌と、頭頂部から顔面中央を通って胸元まではしる隆起が特徴。舌は軟骨で保護されており、腐食性の強い酸など多少の劇物が口に入っても問題ない。

## 文化
- 苦痛を取り除くための安楽死ならばどんな手段を用いても構わない、という倫理観を持っている。
- ボリアスの伝統的な料理は、食材に少し腐敗させた肉を使用する。
- フェレンギ賭博協会にギャンブル業界の管理を委託している。

## 歴史
- 年代不明、惑星連邦の黎明期に加盟（原加盟種族ではない）
- 2372年、宇宙艦隊アカデミーの校長はボリア人だった。

## 代表的なボリア人
- モット

エンタープライズDで理髪店を営む恰幅の良いボリア人男性。通称ミスター・モット。
- リックス

惑星連邦宇宙艦隊の大佐。ニューオーリンズ級U.S.S.トーマス・ペイン（NCC-65530）の艦長。2364年、未知の異星人が宇宙艦隊を乗っ取ろうとしている事が明らかになった際に団結して抵抗しようと、ミラ星系の惑星ダイタリックスBに集まったジャン＝リュック・ピカード大佐を含む4人の艦隊士官の内の1人。
- チェル

U.S.S.ヴォイジャーに乗務する元マキの陽気なボリア人男性。ニーリックスが艦を離れた後、後任の司厨に名乗りを上げ、考案した試作料理の数々はジェインウェイ艦長とチャコティ副長の興味を惹いた。